# Мичикское наибство
Мичикское наибство (чечен. Мичиган наибалла) — административная единица Северо-Кавказского имамата. После завершение Кавказской войны наибство преобразовано в Ичкеринский округ Терской области.

## География
Мичиковский участок с северо-востока отделяется от российских владений хребтом Качкалыковским, потом граница его переходит на реку Аксай и простирается вверх по этой реке до самого выхода её из Андийских гор. От вершины Аксая граница тянулась по Андийскому хребту до верховья реке Хулхулу, а оттуда вниз по обозначенной реке до самого впадения её в Мичик.

## История
В 1842 году территория Чечни была разделена на три наибства: Мичиковское, Большая Чечня, и Малая Чечня. В 1844 году, после убийства мичиковского наиба Шоип-муллы, Шамиль, с целью усиления контроля над неспокойной Чечнёй, произвёл реорганизацию наибств — разукрупнил их (Шамиль считал, что «укрепление границ — наиважнейшая из задач») и назначил во главе наиболее преданных людей. Наибства Мичиковское и Большая Чечня были разделены каждое на две, а наибство Малая Чечня — на четыре части. В 1845 году Большая и Малая Чечня с Мичиковским, Качкалыковским и Ичкеринским обществами были разделены на семь наибств.
В 1843 году наибом Мичиковской волости являлся Шуаиб-Мулла, (Согласно П. Х. Граббе, в Мичиковском участке под начальством Шуаип-муллы состоит около 12000 семейств) наибу этому кроме части, вверенной в непосредственное его управление подчинены в военном отношении: участок Большой Чечни, в которой наибом Суаиб-Эрсеноевский и участок ауховский, где управляет Улубий-Мулла.

### Административно территориальное деление наибства
Верхнее течение реки Аксай, правобережье верховий и среднее течение реки Гумс, а также правобережье среднего течения реки Хулхулау отнесено к «участку Мичик, где наибом Эски: конных — 820; пеших — 2360; итого —3180». По левую сторону от реки Аксай указаны Дарго, Белгатой, Центорой , Гордали , Гезенчу. По правому берегу река Гумс указаны Жани-Ведено, Тазен-кале , Курчали, Шерди-Мохк, Эникали, Ялхой-Мохк. На левом берегу реки напротив Ялхой-Мохк отмечен Корен-Беной. В междуречье Мичика и Гумса обозначен Джугурты и ещё три населённых пункта (на карте, которую опубликовал А. Н. Генко).

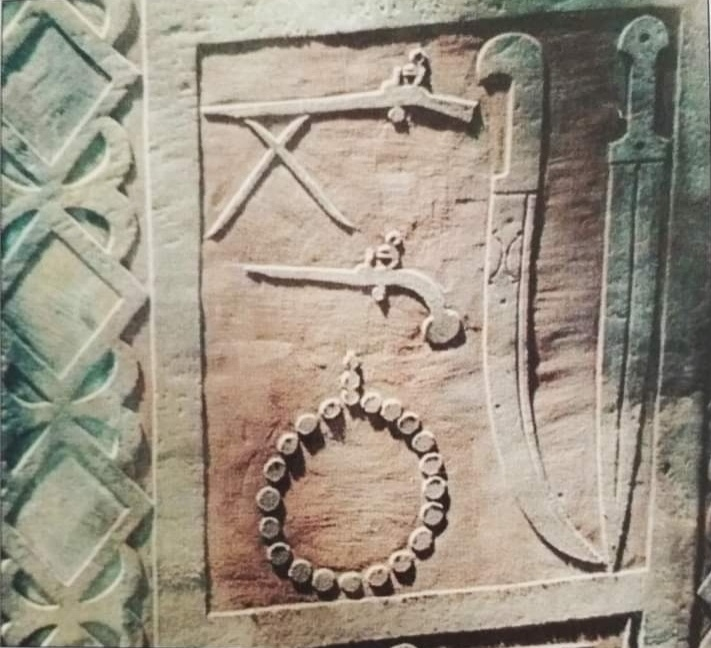
Могильный памятник в селение Майртуп 1841 года. На памятнике шашка с изображенным на ней клеймом гурда. Кладбище воинов, погибших во время Кавказской войны. (Мученик убитый в борьбе с неверными ТIаиб ибн Бакъи 1257 год по хиджре)

Между Хулхулау и Гумсом в пределах Мичика зафиксировано одиннадцать селений. По правому берегу Хулхулау: Автуры, Гелдагана, Курчалой. По левому берегу Гумса — село Майртуп и ещё три селения ниже по течению реки. В междуречье обозначенных рек указаны ещё четыре не идентифицированных населённых пункта. Однако шт.-кап. И. П. Линевичем точно распознаны в пределах этого наибства: Дарго, Балгит, Цонтыр, Гурдала, Гезенчу, Джагурт, Тазанкал, Курчала, Ялхой-мохк, Майортуп, Автур, Гелдыген, Курчели, некоторые читаются — Али-Султан-Гала, Инди-юрт, Гале и др., например.
В Мичиковском вольном обществе проживало до 12000 семейств. Под началом наиба находились пятисотенные, сотенные и десятские — командиры в военное время и низовые администраторы в мирное.

### Значение округа в Кавказскую войну
В административном плане имамат делился на 3 области и 16-20 округов-наибств,

Которые возглавляли мудиры и наибы.

В Чечне наибства располагались от «вилайета Арштхой и Галаш» на западе до «Мичига» и «Ауха» на востоке.

Наибства делились на участки под управлением мазунов.

В аулах управляли старшины и кади.
Мичиковские аулы, играли большую роль в сдерживании царской экспансии и как бы, прикрывали собою горную Чечню от постоянных экспедиций, но достигалось это высокой ценой — разрушениями целых селений.
Военный историк Н. Ф. Дубровин упоминает Мичиковскую волость следующим образом:
Открыв в дебрях Качкалыковского хребта широкие ворота в непокорный край, нам предстояло ещё овладеть неприступными и отвесными берегами реки Мичика. Местность эта служила всегда оплотом враждебному нам воинственному племени, заселявшему левый берег реки, а теперь, когда Шамиль созвал все свои партии и когда на крутизнах Мичика явились многочисленные и весьма искусно расположенные завалы, форсированная переправа через реку не могла быть совершена без значительной потери. За этим населением находилась обширная равнина, где огромные поляны, расчищенные самими жителями, открывали свободный доступ даже для небольших отрядов от Кумыкской плоскости до крепости Воздвиженской.
Мичиковское наибство имело важное значение в Кавказскую войну. С 1852 года командование Отдельным Кавказским корпусом, основательно взялось за покорение Мичикского наибства, которое, по выражению командующего левым флангом Кавказской линии, генерал-майора А. И. Барятинского, «составлял оплот погибающей Чечни и преграду для совершенного покорения его».

## Крепости
- Крепость Дарго
- Укрепление Шуаиб-Капу
- Укрепление Мичик

## Наибы округа
- Шоип-Мулла (1840—1844)
- Эльдар Ауховский (1844—1845)
- Бота Шамурзаев (1845—1850)
- Гехи Гуноевский (1850—1852[13])
- Эски Хулхулинский (1852—1857)
- Саду Мичиковский (1859)
- Осман Майртупский (1859[3])

### Пятисотенные начальники
- Оздемир (чечен. Оьздамар) — с 1840 года пятисотенный начальник в Мичиковском округе. Помощник Шоаипа-муллы. В начале мая 1842 года предательски убит[3].